# 那須川瑞穂
那須川 瑞穂（なすかわ みずほ、1979年11月22日 - ）は、日本の陸上競技（中距離走・長距離走・マラソン）元選手。岩手県水沢市（現・奥州市）出身。現役中はユニバーサルエンターテインメント（佐倉アスリートクラブ）に所属。岩手県立花巻南高等学校卒業後、積水化学にて小出義雄の指導を受け、その後小出と共にアルゼ（2009年11月1日に「ユニバーサルエンターテインメント」にチーム名変更）へ移籍した。

## 略歴
2002年5月のゴールデンゲームズinのべおかでは1500mで、2位ながら4分16秒24の自己ベスト記録をマーク。それから1年後、2003年5月のゴールデンゲームズinのべおかでは、同じく1500mで4分22秒74のゴールタイムで初優勝。
初マラソンだった2004年1月25日の大阪国際女子マラソンでは、レース前半超スローペースながらも冷静に進めて25Km過ぎ迄先頭集団に加わり、結果ゴールタイムは2時間29分台をマークし、4位に入る健闘を見せた。2回目のマラソンも翌2005年1月30日の大阪国際女子マラソンだったが、2時間30分台の8位に留まった。
2008年6月28日開催の、北京オリンピック日本代表選考を兼ねた第92回日本陸上競技選手権大会では、女子3000mSC（障害走）に出場。自己記録となる10分05秒37のタイムを出したが、優勝の早狩実紀には及ばず4位に留まり、自身初の夏季オリンピック選出は成らなかった。
4年ぶり3回目のフルマラソンとなる、2009年3月22日の東京マラソン女子の部において、強風が吹き荒れる悪コンディションの中、2時間25分台の自己ベストタイムでマラソン初優勝を果たし、また優勝賞金1100万円を獲得した。
2012年11月18日の横浜国際女子マラソンは、日本女子でトップの2位に入った。しかしゴールタイムは2時間26分台後半と、世界陸上モスクワ大会女子マラソン選考内定条件の2時間24分未満には3分近く届かず、さらに優勝のリディア・チェロメイ（ケニア・2時間23分7秒）には3分35秒も離されてしまい、大きな課題が多く残るレース内容となる。結局は設定された選考基準記録に遠く及ばない完走タイムと、消極的過ぎたレース展開がマイナス材料となり、翌2013年4月25日に日本陸連は世界陸上女子マラソン代表を5枠から3枠に削減したため、那須川は無念の落選となってしまった。
2016年11月13日のさいたま国際マラソンでは、日本女子首位の5位でフィニッシュ。だが、翌2017年8月開催予定の世界陸上ロンドン大会・女子マラソン派遣記録（2時間22分30秒以内）から10分以上も遅れ、自身念願だった世界陸上選手権代表入りは絶望となり、結果的に同マラソンが那須川自身現役最後のレースとなった。
2016年11月末、所属先だったユニバーサルエンターテインメントを退社。2017年1月24日、「体力の限界」を理由に現役引退を表明した。
現在は三重県桑名市在住。マラソンやロードランニングのゲストや、プレイベントで走り方の指導を行っている。

## 自己記録
- 1500m　4分16秒24（2002年5月、ゴールデンゲームズinのべおか）
- 3000m障害　10分05秒37（2008年6月28日、日本陸上競技選手権大会）
- 5000m　15分23秒00（2006年10月1日、全日本実業団対抗陸上競技選手権大会）
- 10000m　33分27秒51（2012年5月19日、東日本実業団陸上競技選手権大会）
- ハーフマラソン　1時間11分58秒（2003年11月9日、神戸全日本女子ハーフマラソン）
- マラソン　2時間25分38秒（2009年3月22日、東京マラソン2009）

## マラソン全記録
| 年月       | 大会                     | 順位 | 記録          | 備考                                           |
| ---------- | ------------------------ | ---- | ------------- | ---------------------------------------------- |
| 2004年01月 | 大阪国際女子マラソン     | 4位  | 2時間29分49秒 | 初マラソン・アテネオリンピック選考レース       |
| 2005年01月 | 大阪国際女子マラソン     | 8位  | 2時間30分15秒 | 世界陸上ヘルシンキ大会選考レース               |
| 2009年03月 | 東京マラソン2009         | 優勝 | 2時間25分38秒 | マラソン初優勝・自己ベスト記録                 |
| 2009年08月 | 北海道マラソン           | 7位  | 2時間34分17秒 | .                                              |
| 2009年10月 | シカゴマラソン           | 7位  | 2時間29分22秒 | .                                              |
| 2010年02月 | 東京マラソン2010         | 24位 | 2時間57分22秒 | .                                              |
| 2010年08月 | 北海道マラソン           | 3位  | 2時間36分07秒 | .                                              |
| 2011年04月 | ロンドンマラソン         | 21位 | 2時間30分00秒 | 世界陸上大邱大会選考レース                     |
| 2012年03月 | 名古屋ウィメンズマラソン | 12位 | 2時間28分44秒 | ロンドンオリンピック選考レース                 |
| 2012年11月 | 横浜国際女子マラソン     | 2位  | 2時間26分42秒 | 世界陸上モスクワ大会選考レース                 |
| 2013年11月 | 横浜国際女子マラソン     | 4位  | 2時間30分27秒 | 仁川アジア競技大会選考レース                   |
| 2016年03月 | 名古屋ウィメンズマラソン | 37位 | 2時間40分59秒 | リオデジャネイロオリンピック選考レース         |
| 2016年11月 | さいたま国際マラソン     | 5位  | 2時間33分16秒 | 世界陸上ロンドン大会選考レース・現役ラストラン |